# Người Bangladesh
Bản mẫu:Bengalis
Người Bangladesh (tiếng Bengal: বাংলাদেশী [ˈbaŋladeʃi]; là công dân của Bangladesh. Quốc gia này được đặt tên theo khu vực lịch sử của Bengal, trong đó nó tạo thành phần lớn nhất và cực đông. Quốc tịch Bangladesh được thành lập vào năm 1971, khi các cư dân thường trú của Đông Pakistan bị biến thành công dân của một nước cộng hòa mới. Bangladesh là thế giới quốc gia đông dân thứ tám. Phần lớn người Bangladesh là dân tộc học người Indo-Arya nói tiếng Bengal-Assam và theo tôn giáo Hồi giáo. Dân số Bangladesh tập trung ở vùng đất màu mỡ đồng bằng Bengal, nơi từng là trung tâm của các nền văn minh đô thị và nông nghiệp trong nhiều thiên niên kỷ. Vùng cao của đất nước, bao gồm Vùng đồi Chittagong và Kbu vực Sylhet, là nơi sinh sống của nhiều dân tộc thiểu số.
Người Hồi giáo Bengal là nhóm dân tộc chủ yếu của Bangladesh với dân số 146 triệu người, chiếm phần lớn dân số của đất nước. Người Chittagonia, Người Rangpur và Sylhetis chiếm đa số ở các vùng Chittagong, Rangpur và Sylhet tương ứng. Dân số thiểu số Tiếng Ấn Độ giáo ở Bangladesh là hơn 16.238.167, chiếm 12,07% tổng dân số cả nước. Người Hồi giáo không phải người Bengal tạo thành cộng đồng di dân lớn nhất; trong khi người Tây Tạng-Burman người Chakma, người nói ngôn ngữ Chakma Ấn-Arya, là nhóm dân tộc bản địa lớn nhất sau các dân tộc Bengal Ấn-Arya. Người Santhal Á-Úc là cộng đồng thổ dân lớn nhất.
Người Bangladesh hải ngoại tập trung ở thế giới Ả Rập, Bắc Mỹ và Vương quốc Anh. Hàng trăm nghìn người Bangladesh không thường trú (NRB) có quốc tịch kép tại các quốc gia thịnh vượng chung như Vương quốc Anh và Canada.